# Josef Hellauer
Josef Hellauer (* 1. Juni 1871 in Wien; † 3. Dezember 1956 in Frankfurt am Main) war Professor an der Johann Wolfgang Goethe-Universität in Frankfurt am Main und an der Exportakademie in Wien. Er gilt als einer der Vorreiter für die Selbständigkeit der Betriebswirtschaftslehre als eigenständige Wissenschaft.

## Leben
Josef Hellauer erhielt seine betriebswirtschaftliche Ausbildung an der Wiener Handelsakademie. Der Handel, speziell der in Österreich zur damaligen Zeit besonders gepflegte Welthandel, wurde sein wichtigstes Forschungsgebiet. Nach einer vierjährigen Bankpraxis wurde er im Jahre 1892 Assistent an der Handelsakademie Wien. Er legte dort 1894 die Prüfung für das Lehramt an höheren Schulen ab und wurde im gleichen Jahr Lehrer an der Handelsakademie Linz. Dort entstand auch 1897 seine erste größere Arbeit über Die Preisparitäten des Warenhandels und die internationale Spekulation. Im gleichen Jahr promovierte er an der Universität Greifswald mit einer Arbeit über Der Wucher, ein aktives Kreditverbrechen (erschienen 1898 in Linz a. D.: Mareis) und kam als Lehrer an die Handelsakademie Brünn.
Seine Hochschulkarriere begann 1898 mit seiner Berufung als ordentlicher Professor an der neu geschaffenen Exportakademie in Wien (der späteren Hochschule für Welthandel und der heutigen Wirtschaftsuniversität Wien). Gleichzeitig wurde Hellauer Professor an der dortigen Konsularakademie Wien (der heutigen Diplomatischen Akademie). 1912 folgte er dem Ruf an die Handelshochschule Berlin und 1921 einem weiteren Ruf an die Universität Frankfurt am Main. 1931 erhielt er die Ehrendoktorwürde der Handelshochschule Berlin und 1936 der Hochschule für Welthandel. 1936 wurde er emeritiert. Er war förderndes Mitglied der SS. Am 1. Juni 1956 erhielt er die Ehrendoktorwürde der Universität in Frankfurt am Main. Ebenfalls 1956 erhielt er die Goethe-Plakette der Stadt Frankfurt am Main.

## Bibliographie
Hellauer war am Aufbau des Fach Betriebswirtschaftslehre von seinen frühesten Anfängen an mit beteiligt. Seine Arbeiten waren richtungsgebend für das aufstrebende Fach. Die Betriebswirtschaftslehre hat ihm eine Vielzahl an wertvollen Arbeiten zu verdanken.
- Ein in der Literatur häufig nicht berücksichtigter Artikel ist Versuch einer Gliederung der Handelswissenschaften als Hochschuldisziplinen, in dem erstmals die Unterscheidung in Betriebslehre (für innerbetriebliche Vorgänge) und Handelslehre (später Verkehrslehre, für die zwischenbetrieblichen Wertbewegungen) getroffen wurde (In: Deutsche Wirtschaftszeitung. 11. Jahrgang, Nr. 9 und 10, 1906, und In: Zeitschrift für das gesamte kaufmännische Unterrichtswesen. 9. Jahrgang, Nr. 8, 1906).
- Seine größte Leistung dürfte wohl sein erstmals 1910 erschienenes Werk System der Welthandelslehre sein. Es wurde bald zum Standardwerk der Handelsverkehrslehre. Zwar wurden einige Kapitel schon vorher veröffentlicht (Die Organisation des Exporthandels, 1902; Das Identgeschäft, 1903; Die Zahlungsvermittlung der englischen Banken im Überseehandel, 1903; Das Kontraktwesen im englisch-überseeischen Importhandel, 1904; sämtlich erschienen in: Jahrbücher der Exportakademie zu Wien), doch die erstmalige systematische Darstellung der Handelsverkehrslehre ist unbestreitbar seine Leistung (Hinweis: Daneben sind auch die damals veröffentlichten zusammenfassenden Arbeiten von Johann Friedrich Schär und Heinrich Nicklisch bedeutsam).
- 1912 erschien noch ein länderkundlicher Beitrag über Marseille, doch dann folgte eine längere Veröffentlichungspause. Dies lässt sich vielleicht damit erklären, dass in diese Zeit die Gründung eines Welthandeslarchivs an der Handelshochschule Berlin fiel.
- 1918 gab er eine aus einer Vortragsreihe hervorgegangene Schriftenreihe heraus: Das Türkische Reich, 1918, China, 1921 und Argentinien, 1921.
- Ab 1924 intensivierte er seine Veröffentlichungsarbeit wieder. Neben dem Warenverkehr rückte nun die allgemeine Betriebswirtschaftslehre in den Mittelpunkt seines Forschungsinteresses. Diesem Gebiet widmete er einer Reihe von Aufsätzen. Von ihm sind Initiativen ausgegangen, um die betriebswirtschaftliche Terminologie zu vereinheitlichen und damals nicht berücksichtigte Wirtschaftszweige betriebswirtschaftlich zu durchdringen. Diese Bemühungen mündeten in der Gründung und Leitung des Instituts für Genossenschaftswesen an der Universität Frankfurt am Main. Schließlich soll auch nicht unerwähnt bleiben, dass er sich bei der Diskussion um die Studienreform für eine Beibehaltung der gesamtwirtschaftlichen Ausbildung des Kaufmanns eingesetzt hat und diesen Standpunkt auch in der Zeitschrift des Verbandes der Deutschen Diplomkaufleute nachdrücklich vertreten hat.
- Bis zu seiner Emeritierung veröffentlichte er außerdem:
  - Kaufverträge in Handel und Industrie. 1927.
  - Einführung in die Betriebswirtschaftslehre. 1928.
  - Handelsverkehrslehre. In: Die Handels-Hochschule. (und als Sonderdruck verfügbar), 1928–1930.
  - Nachrichten- und Güterverkehr. In: Die Handels-Hochschule. (und als Sonderdruck verfügbar), 1928–1930.
  - Kalkulation in Handel und Industrie. 1931.
  - Im Handwörterbuch der Betriebswirtschaft verfasst er die Aufsätze über Preisfestsetzung und deren Methoden Verkehrserfordernisse, Warenterminhandel und Zahlungsverkehr im Überseehandel
  - In der Zeit von 1924 bis 1931 verfasste er außerdem eine Reihe von wissenschaftlichen Artikeln in einschlägigen betriebswirtschaftlichen Zeitschriften.
- Transportversicherung. Essen 1953.
- Der Begriff Zentner. In: Zeitschrift für Betriebswirtschaftslehre. 1952, S. 48.
- Die „Corporation of Lloyd's“ in London. In: Zeitschrift für Betriebswirtschaftslehre. 1952, S. 243.
- Dumping. In: Zeitschrift für Betriebswirtschaftslehre. 1955, S. 202.